# Rdeči teror
Rdeči teror je bila kampanja politične represije in usmrtitev v Sovjetski Rusiji, ki so jo izvajali boljševiki, predvsem prek ČEKE, boljševiške tajne policije. Začela se je konec avgusta 1918 po začetku ruske državljanske vojne in je trajala do ustanovitve Sovjetske zveze leta 1922.
Rdeči teror, ki je nastal po poskusih atentata na Vladimirja Lenina in petrograjskega čeka Mojseja Urickija, slednji je bil uspešen, je bil narejen po vzoru jakobinske diktature francoske revolucije in je poskušal odpraviti politična nesoglasja, nasprotovanja in vse druge grožnje boljševiški moči. Na splošno se izraz običajno uporablja za boljševiško politično represijo v času državljanske vojne (1917–1922), za razliko od belega terorja, ki so ga izvajale Bela garda (ruske in neruske skupine v nasprotju z boljševiško oblastjo) proti svojim političnim nasprotnikom, vključno z boljševiki.
Ocene skupnega števila žrtev boljševiške represije so zelo različne. En vir trdi, da bi lahko bilo skupno število žrtev kampanj zatiranja in umiranja 1,3 milijona, drugi pa ocenjuje 28.000 usmrtitev na leto od decembra 1917 do februarja 1922. Ocenjuje se, da je bilo v prvem obdobju Rdečega terorja ubitih najmanj 10.000 ljudi. Ocene za celotno obdobje segajo od najnižjih 50.000 do najvišjih 140.000 in 200.000 žrtev. Najbolj zanesljive ocene o skupnem številu pobojev so približno 100.000 smrtnih žrtev.

## Zgodovina
Šteje se, da se je kampanja Rdeči teror začela med 17. in 30. avgustom 1918, kot maščevanje za dva poskusa atentata na ruskega revolucionarja in voditelja Vladimirja Lenina, od katerih je bil eden poskus uspešen. Uradni odlok o rdečem terorju pa je bil izdan nekaj dni pozneje, 2. septembra.   

### Ozadje
Decembra 1917 je Feliks Dzeržinski dobil položaj za odpravo protirevolucionarnih groženj sovjetski komunistični vladi. Bil je direktor Vseruske izredne komisije ČEKE, predhodnice KGB, ki je služil kot tajna policija za Sovjete.

Od začetka leta 1918 so boljševiki začeli fizično odpravljati opozicijo in druge socialistične in revolucionarne frakcije: 
Od vseh revolucionarnih elementov v Rusiji so anarhisti tisti, ki jih zdaj najbolj neusmiljeno in sistematično preganjajo. Njihovo zatiranje s strani boljševikov se je začelo že leta 1918, ko je – meseca aprila tistega leta – komunistična vlada brez provokacije ali opozorila napadla Moskovski klub anarhistov in z uporabo mitraljezov in topništva »likvidirala« celotno  organizacija.

— Alexander Berkman, Emma Goldman, Boljševiki streljajo anarhiste   
11. avgusta 1918, pred dogodki, ki naj bi uradno razglasili začetek terorja, je Vladimir Lenin poslal telegrame, »da bi uvedel množični teror« v Nižnem Novgorodu kot odgovor na tamkajšnji domnevni civilni upor in da bi »zdrobil« lastnike zemljišč v Penzi, ki so se upirali, včasih nasilno, rekviriranje njihovega žita s strani vojaških odredov:
Tovariši! Kulaški upor v vaših petih okrožjih je treba brez usmiljenja zatrti... Iz teh ljudi morate biti zgled.
(1) Obesite (mislim javno jih obesite, da ljudje to vidijo) najmanj 100 kulakov, bogatih barab in znanih krvosesov. (2) Objavite njihova imena. (3) Zasežite jim vse žito. (4) Izločite talce po mojih navodilih v včerajšnjem telegramom. 
Naredite vse to, da ljudje na kilometre naokoli vse to vidijo, razumejo, trepetajo in si rečejo, da ubijamo krvoločne kulake in da bomo to počeli ...
Vaš Lenin.
P.S.  Poiščite trde ljudi.

— Leninov orden za obešanje
Leonid Kannegisser je 17. avgusta 1918 ubil vodjo petrograjske Čeke Mojseja Urickega; tri dni pozneje, 30. avgusta, je Fanni Kaplan neuspešno poskušala izvesti atentat na Lenina.  
Ti dogodki so končno prepričali vlado, da je upoštevala lobiranje Dzeržinskega za večjo notranjo varnost. Kampanja množičnih represij se je uradno začela po tem kot maščevanje.

### Začetek represije
Potem, ko je okreval zaradi ran, ki jih je utrpel v atentatu, je Lenin ukazal: »Treba je – tajno in nujno pripraviti teror.« Člani ČEKE so v takojšnjem odgovoru na oba napada pobili približno 1300 »buržoaznih talcev«, zaprtih v petrogradskih in kronštatskih zaporih.
Boljševiški časopisi so bili še posebej sestavni del spodbujanja stopnjevanja državnega nasilja: 31. avgusta so državno nadzorovani mediji sprožili represivno kampanjo s pozivanjem k nasilju. En članek, objavljen v Pravdi, je vzkliknil: "Prišel je čas, da zdrobimo buržoazijo ali da nas zdrobi .... Himna delavskega razreda bo pesem sovraštva in maščevanja!" Naslednji dan, časopis Krasnaia Gazeta je izjavil, da se "samo reke krvi lahko odkupijo za kri Lenina in Uritskega."
Prvo uradno obvestilo o rdečem terorju je bilo 3. septembra objavljeno v Izvestijah z naslovom »Apel delavskemu razredu« in pozivalo delavce, naj »z masivnim terorjem zdrobijo hidro kontrarevolucije!«;  prav tako bi jasno povedal, da bo "vsakdo, ki si upa širiti najmanjšo govorico proti sovjetskemu režimu, takoj aretiran in poslan v koncentracijsko taborišče". Izvestija je tudi poročala, da je bilo v štirih dneh po poskusu atentata na Lenina samo v Petrogradu usmrčenih več kot 500 talcev.
Pozneje, 5. septembra, je centralni komite boljševiške vlade izdal dekret "o rdečem terorju", ki je predpisal "množično streljanje", ki ga je bilo treba "izvesti brez obotavljanja"; odlok je ukazal Čeki, "da zavaruje Sovjetsko republiko pred razrednimi sovražniki" z izolacijo v koncentracijskih taboriščih«, pa tudi, da je treba protirevolucionarje »usmrtiti s streljanjem [in] da morajo biti imena usmrčenih in razlogi za usmrtitve javno objavljeni.«
Vlada je takoj po atentatu na Uritskega usmrtila 500 "predstavnikov strmoglavljenih razredov" (kulakov). Sovjetski komisar Grigorij Petrovski je pozval k razširitvi terorja in "takojšnjemu koncu ohlapnosti in nežnosti".
Oktobra 1918 je poveljnik Čeke Martin Latsis Rdeči teror primerjal z razredno vojno in pojasnil, da »uničujemo buržoazijo kot razred«.

15. oktobra je vodilni čekist Gleb Bokij, ki je povzel uradno končan Rdeči teror, poročal, da so v Petrogradu ustrelili 800 domnevnih sovražnikov in zaprli še 6229. Žrtev v prvih dveh mesecih je bilo med 10.000 in 15.000 na podlagi seznamov usmrčenih ljudi, objavljenih v časopisu Cheka Weekly in drugem uradnem tisku. Deklaracija Sovnarkoma o rdečem terorju 5. septembra 1918 je zapisala:
... da je za krepitev in metodičnost Vseruske izredne komisije v boju proti protirevoluciji, dobičkarstvu in korupciji treba tja usmeriti po možnosti večje število odgovornih partijskih tovarišev, da je treba  zavarovati Sovjetsko republiko pred razrednimi sovražniki tako, da jih izolirajo v koncentracijskih taboriščih, da je treba z gasilskimi četami usmrtiti vse ljudi, ki so povezani z belogardističnimi organizacijami, zarotami in upori, da je treba objaviti imena  izvršil ter razloge za uporabo tega ukrepa.

— Podpisali ljudski komisar za pravosodje D. Kurski, ljudski komisar za notranje zadeve Grigorij Petrovski, direktor za zadeve Sveta ljudskih komisarjev V. Bonč-Brujevič, SU, #19, oddelek 1. in 4. september 1918
Medtem, ko se je ruska državljanska vojna napredovala, je bilo veliko število ujetnikov, osumljencev in talcev usmrčenih, ker so pripadali »posestniškim razredom«. Številke so zabeležene za mesta, ki so jih zasedli boljševiki:
V Harkovu je bilo med februarjem in junijem 1919 izvedenih med 2.000 in 3.000 usmrtitev in dodatnih 1.000–2.000, ko je bilo mesto ponovno zavzeto decembra istega leta;  v Rostovu na Donu približno 1000 januarja 1920; v Odesi 2200 maja–avgusta 1919, nato 1500–3000 med februarjem 1920 in februarjem 1921;  v Kijevu najmanj 3000 februarja–avgusta 1919;  v Ekaterinodarju najmanj 3000 med avgustom 1920 in februarjem 1921; V Armavirju, majhnem mestu na Kubanu, med 2.000 in 3.000 avgusta–oktobra 1920.
Na Krimu sta Béla Kun in Rosalia Zemlyachka z odobritvijo Vladimirja Lenina po porazu generala Pyotra Wrangela konec leta 1920 dala na hitro usmrtiti 50.000 belih vojnih ujetnikov in civilistov s streljanjem ali obešenjem. To je bil eden največjih pobojev v ruski državljanski vojni.
16. marca 1919 so bili vsi vojaški odredi Čeke združeni v en sam organ, čete za notranjo obrambo republike, ki so leta 1921 štele 200.000. Te čete so nadzorovale delovna taborišča, vodile sistem Gulag, vodile prodrazvyorstka (rekvizicije hrane) in zadušil kmečke upore, delavske nemire in upore v Rdeči armadi (ki so jo pestili dezerterji).
Eden glavnih organizatorjev rdečega terorja za boljševiško vlado je bil armadni komisar 2. stopnje Jan Karlovič Berzin(s) (1889–1938), čigar pravo ime je bilo Pēteris Ķuzis. Sodeloval je v oktobrski revoluciji leta 1917 in nato delal v centralnem aparatu Čeke. Med Rdečim terorjem je Berzin uvedel sistem jemanja in streljanja talcev, da bi preprečil dezerterstvo in druga "dejanja nezvestobe in sabotaže". Kot načelnik posebnega oddelka latvijske Rdeče armade (kasneje 15. armade), Berzin je sodeloval pri zatrtju upora ruskih mornarjev v Kronštatu marca 1921. Še posebej se je odlikoval pri zasledovanju, ujetju in poboju ujetih mornarjev.

## Represija
Med žrtvami rdečega terorja so bili caristi, liberalci, neboljševiški socialisti, duhovniki, navadni kriminalci, protirevolucionarji in drugi politični nasprotniki in disdenti. Kasneje so bili tarča terorja tudi industrijski delavci, ki niso izpolnili proizvodnih kvot.
Prva žrtev terorja so bili socialistični revolucionarji (SR). V mesecih kampanje je bilo usmrčenih več kot 800 pripadnikov SR, na tisoče drugih pa je bilo izgnali ali zaprli v koncentracijska taborišča. V nekaj tednih so usmrtitve, ki jih je izvedla Čeka, podvojile ali potrojile število smrtnih obsodb, ki jih je Ruski imperij izrekel v 92-letnem obdobju od 1825 do 1917. Medtem ko so bili socialistični revolucionarji sprva glavna tarča terorja, je bila večina njegovih žrtev povezanih s carsko avtokracijo.

### Kmetje
Notranje čete Čeke in Rdeče armade so izvajale taktiko terorja z aretacijo in usmrtitvijo številnih talcev, pogosto v povezavi z dezerterstvom prisilno mobiliziranih kmetov. Leta 1918 je več kot 1 milijon ljudi zapustilo Rdečo armado, okoli 2 milijona ljudi je odšlo leta 1919 in skoraj 4 milijoni vojakov je pobegnilo iz Rdeče armade leta 1921. Približno 500.000 dezerterjev je bilo aretiranih leta 1919 in 800.000 leta 1920 s strani čekovskih čet in posebnih divizij, ustanovljenih za boj proti dezerterstvom.Na tisoče dezerterjev je bilo ubitih, njihove družine pa so bile pogosto vzete za talce. PV navodilu je Lenin zasipal
Po preteku sedemdnevnega roka za predajo dezerterjev je treba poostriti kazen za te nepoboljšljive izdajalce ljudstva.  Družine in vse, za katere se ugotovi, da jim kakor koli pomagajo, je treba obravnavati kot talce in jih ustrezno obravnavati.
Septembra 1918 je bilo v samo dvanajstih provincah Rusije aretiranih 48.735 dezerterjev in 7.325 razbojnikov: 1.826 jih je bilo usmrčenih in 2.230 izgnanih. Tipično poročilo oddelka Čeke je navajalo:
Jaroslavska provinca, 23. junij 1919. Upor dezerterjev v Petropavlovski volosti [ru] je bil zadušen.  Družine dezerterjev so vzeli za talce. Ko smo začeli streljati po eno osebo iz vsake družine, so začeli Zeleni prihajati iz gozda in se predajati. Štiriintrideset dezerterjev je bilo ustreljenih kot primer. 
Ocene kažejo, da je bilo med zatrtjem tambovskega upora 1920–1921 okoli 100.000 kmečkih upornikov in njihovih družin zaprtih ali deportiranih in morda 15.000 usmrčenih.
Ta akcija je zaznamovala začetek delovanja koncentracijskih taborišč Gulag in nekateri učenjaki ocenjujejo, da je bilo do septembra 1921 zaprtih 70.000 ljudi (to število ne vključuje tistih v več taboriščih v regijah, ki so se uprle, kot je Tambov). Razmere v teh taboriščih so privedle do visoke stopnje umrljivosti in zgodili so se "ponovni pokoli". Čeka je v taborišču Kholmogory sprejela novo prakso mučenja: Utapljanje zavezanih ujetnikov v bližnji reki Dvini. Občasno so bili celi zapori "izpraznjeni" zapornikov z množičnim streljanjem, preden so mesto prepustili belim silam.

### Industrijski delavci
16. marca 1919 je Čeka vdrla v tovarno Putilov. Več kot 900 delavcev, ki so stavkali, je bilo aretiranih, od katerih jih je bilo več kot 200 v naslednjih dneh brez sojenja usmrčenih. Številne stavke so potekale spomladi 1919 v mestih Tula, Orjol, Tver, Ivanovo in Astrahan. Sestradani delavci so si prizadevali dobiti obroke hrane, ki so ustrezali obrokom vojakov Rdeče armade. Zahtevali so tudi odpravo privilegijev za boljševike, svobodo tiska in svobodne volitve. Čeka je neusmiljeno zatrla vse stavke z uporabo aretacij in usmrtitev.
V mestu Astrahan je izbruhnil upor pod vodstvom sil bele garde. Pri pripravi tega upora je belim članov uspelo v mesto pretihotapiti več kot 3000 pušk in kosov mitraljeza. Vodje zarote so se odločili za ukrepanje v noči iz 9. na 10. marca 1919. Upornikom so se pridružili premožni kmetje iz vasi, ki so zatrli odbore revnih in izvajali poboje nad podeželskimi aktivisti. Očividci so poročali o grozodejstvih v vaseh, kot so Ivanchug, Chagan, Karalat. V odgovor so se sovjetske sile pod vodstvom Kirova zavezale, da bodo zatrle ta upor v vaseh in skupaj s komiteji revnih obnovile sovjetsko oblast. Upor v Astrahanu je bil napaden do 10. marca, do 12. marca pa popolnoma zatrt. Več kot 184 je bilo obsojenih na smrt, vključno z monarhisti in predstavniki kadetov, levimi socialističnimi revolucionarji, večkratnimi prestopniki in osebami, za katere je bilo dokazano, da so povezani z britanskimi in ameriškimi obveščevalnimi službami. Opozicijski mediji s političnimi nasprotniki, kot sta Černov in Melgunov ter drugi, so kasneje govorili, da je bilo med 12. in 14. marcem 1919 ustreljenih in utopljenih med 2000 in 4000.
Vendar so se stavke nadaljevale. Lenin je bil zaskrbljen zaradi napetih razmer glede delavcev v Uralski regiji. 29. januarja 1920 je poslal telegram Vladimirju Smirnovu, v katerem je napisal: "Presenečen sem, da zadevo jemljete tako lahkomiselno in ne usmrtite takoj velikega števila stavkajočih zaradi kaznivega dejanja sabotaže."
V teh časih je bilo veliko poročil, da so zasliševalci Čeke uporabljali sistematično mučenje. V Odesi je Čeka bele častnike privezala na deske in jih počasi dajala v peči ali rezervoarje z vrelo vodo; v Harkovu je bilo skalpiranje in odrstvo z rok nekaj običajnega: z rok žrtev so odrli kožo, da so izdelali "rokavice"; voroneška čeka je gole ljudi valjala naokrog v sodih, ki so bili znotraj posejani z žeblji; žrtve so križali ali kamenjali do smrti v Dnipropetrovsku; Čeka je v Kremenčugu  nabila na kole člane duhovščine in žive pokopavala uporne kmete; v Orjolu so gole zapornike, zvezane na zimskih ulicah, polivali z vodo, dokler niso postali živi ledeni kipi; v Kijevu so oddelki kitajske Čeke postavili podgane v železne cevi, ki so bile na enem koncu zatesnjene z žično mrežo, drugi pa nameščene ob telo zapornika, pri čemer so se cevi segrevale, dokler podgane niso pregrizle telesa žrtve, da bi pobegnil.
Med rdečim terorjem in rusko državljansko vojno so usmrtitve potekale v zaporniških kleteh ali na dvoriščih ali občasno na obrobju mesta. Potem ko so obsojenim slekli oblačila in druge stvari, ki so si jih delili čekovski krvniki, so jih v skupinah streljali z mitraljezi ali pa so jih pošiljali posamično z revolverjem. Zapornike v zaporu so običajno ustrelili v zatilje, ko so vstopili v klet za usmrtitve, ki je postala polna trupel in prepojena s krvjo. Žrtve, ki so bile ubite izven mesta, so s tovornjaki, zvezane in z zamašenimi ustami, prepeljali na kraj usmrtitve, kjer so si včasih morali sami izkopati grob.
Po besedah Edvarda Radzinskega je "postala običajna praksa, da moža vzamejo za talca in čakajo, da njegova žena pride in s svojim truplom odkupi njegovo življenje". Med razkozačenjem je prišlo do pokolov, po besedah zgodovinarja Roberta Gellatelyja, "v nezaslišanem obsegu". Pjatigorska čeka je organizirala "dan rdečega terorja", da so v enem dnevu usmrtili 300 ljudi in vzela kvote iz vsakega dela mesta. Po besedah čekista Karla Landerja [ru] je čeka v Kislovodsku »zaradi pomanjkanja boljše ideje« pobila vse bolnike v bolnišnici. Samo oktobra 1920 je bilo usmrčenih več kot 6000 ljudi. Gellately dodaja, da so komunisti "poskušali opravičiti svoje etnične pokole tako, da so jih vključili v rubriko 'razrednega boja'".

### Duhovništvo in religija
Pripadniki duhovščine in religije so bili podvrženi še posebej brutalnim metodam. Glede na dokumente, ki jih je navedel pokojni Aleksander Jakovljev, takratni vodja predsedniškega odbora za rehabilitacijo žrtev politične represije, so bili duhovniki, menihi in patriarhi križani, vrženi v kotle z vrelim katranom, skalpirani, zadavljeni, obhajili so jih tudi s stopljenim svincem in utopili v ledeni vodi v luknjah v ledu. Po ocenah so komunisti samo leta 1918 usmrtili 3000 pripadnikov duhovščine in religije.

## Zgodovinski pomen
Rdeči teror je bil pomemben, ker je bil prvi od številnih komunističnih krvavih kampanj, ki so se izvajale v Sovjetski Rusiji in mnogih drugih državah. Po mnenju zgodovinarja Richarda Pipesa je rdeči teror sprožil tudi rusko državljansko vojno. Menjševik Julij Martov je o rdečem terorju zapisal:
Zver je lizala vročo človeško kri. Stroj za ubijanje ljudi se je pognal ... Toda kri je rodila kri ... Priča smo bili rasti grenkobe državljanske vojne, vse večji bestialnosti moških, ki so bili vanjo vpleteni.